# Ahmadou Ahidjo
Ahmadou Babatoura Ahidjo (24. srpna 1924, Garoua – 30. listopadu 1989, Dakar) byl kamerunský politik, který v letech 1960 až 1982 zastával funkci prezidenta Kamerunu. Ahidjo hrál hlavní roli během kamerunského boje o nezávislost na Francii stejně jako při snahách o znovusjednocení anglicky a francouzsky hovořících částí země. Během svého funkčního období prezidenta republiky vytvořil centralizovaný politický systém. V roce 1966 v zemi zavedl politiku jedné strany. Jedinou povolenou stranou se tak stala Union Nationale Camerounaise. V roce 1972 Ahidjo zrušil federativní zřízení ve prospěch jednotného státu. V roce 1982 Ahidjo překvapivě ze své funkce odstoupil a v čele země jej nahradil Paul Biya. V roce 1984 byl obviněn za spřádání plánů na převrat a v nepřítomnosti byl odsouzen k trestu smrti. Zemřel z přirozených příčin v exilu v roce 1989.

## Mládí
Ahmadou Ahidjo se narodil 24. srpna 1924 ve městě Garoua, které je hlavním říčním přístavem v severním Kamerunu ležícím na řece Benue. Kamerun byl v té době francouzským mandátním územím. Jeho otec byl náčelník vesnice Fulbů a jeho matka byla otrockého původu.
Ahidjova matka jej vychovávala v islámské víře a jako dítě navštěvoval školu koránu. V roce 1932 začal chodit do místní základní školy. Poté, co neuspěl během zkoušek v roce 1938, pracoval po několik měsíců ve veterinární službě. Později se do školy vrátil a za rok zkoušku složil. Další tři roky studoval s cílem zajistit si kariéru ve státní službě. Na škole hrál fotbal a věnoval se také cyklistice.
V roce 1942 nastoupil do státní služby jako radista poštovní služby. Během své poštovní kariéry pracoval po celé zemi ve velkých městech, jako Douala, Ngaoundéré, Bertoua či Mokolo. Podle jeho oficiálního životopisce byl Ahidjo prvním úředníkem, jež působil v jižních oblastech a zároveň pocházel ze severu. Podle emeritního profesora politických věd na Haverford College, Harveye Glickmana, právě tyto Ahidjovy zkušenosti z celé země v něm probudily jeho cítění pro národní identitu a pomohly mu s problémy při řízení mnohonárodnostního státu.

## Politická kariéra
V roce 1946 Ahidjo vstoupil do politiky. V letech 1953 až 1957 byl členem Shromáždění Francouzské unie. Od 28. ledna 1957 do 10. května 1957 zastával post předsedy Zákonodárného shromáždění Kamerunu. Ve stejném roce se stal místopředsedou ve vládě André-Marie Mbidy. Po jeho rezignaci se v únoru 1958 Ahidjo ve věku 34 let stal předsedou vlády. Podařilo se mu uklidnit vztah s církví i muslimskou aristokracií ze severu a také sjednotit konzervativní proudy, znepokojené rostoucím počtem protestních hnutí. Během výkonu funkce předsedy vlády jeho politické cíle směřovaly k nezávislosti Kamerunu, sám sjednocoval jednotlivé frakce v zemi, zatímco spolupracoval s francouzskou koloniální správou. 12. června 1958 se na návrh Národního shromáždění zúčastnil vyjednávání s Francií v Paříži. Tato jednání trvala až do října a vedla k formálnímu přijetí kamerunských plánů na nezávislost. Národní shromáždění Kamerunu ustanovilo datum 1. ledna 1960 za den ukončení spojení s Francií a vyhlášení nezávislosti. Bezprostředně poté došlo k dekolonizaci Kamerunu a Ahidjo naverboval příslušníky Fulbů do armády, aby sloužili jako jeho elitní strážci.

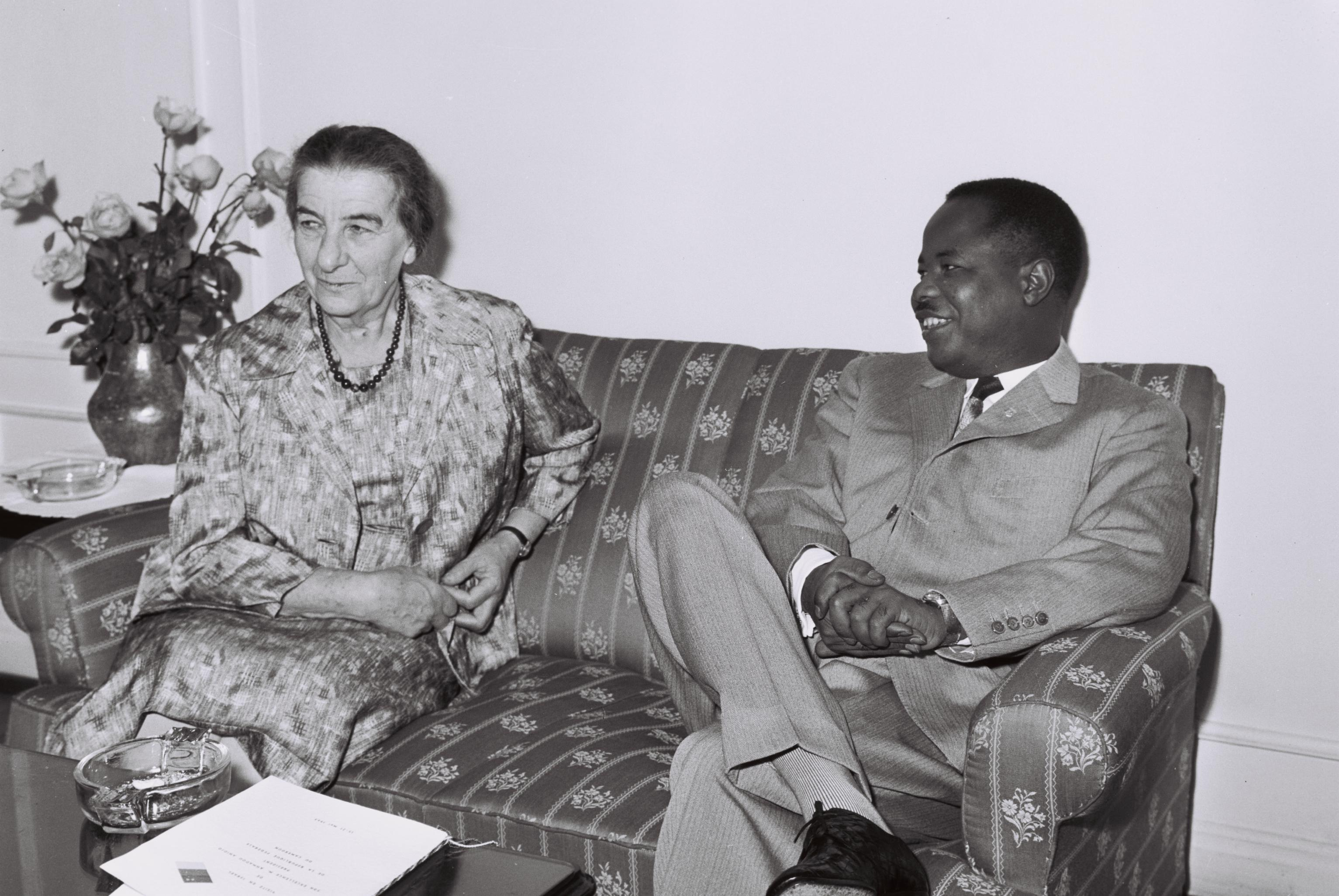
Ahmadou Ahidjo s Goldou Meirovou, Jeruzalém, 1963

Ahidjo i nadále podporoval pomoc a spolupráci přinášející pokračující francouzský ekonomický a politický vliv v zemi a čelil opozici radikálů, kteří francouzský vliv odmítali. Tito radikálové souhlasili s více revolučním a prokomunistickým přístupem k dekolonizaci. Založili vlastní politickou stranu, Union des Populations du Cameroun. V březnu 1959 oslovil Ahidjo Valné shromáždění OSN, aby podpořilo francouzský plán osamostatnění Kamerunu. Kvůli napětí způsobovaném studenou válkou, vyjádřilo OSN znepokojení s prokomunistickou politikou Union des Populations du Cameroun. Valné shromáždění souhlasilo s ukončením francouzské správy aniž by vyhlásilo uspořádání voleb či zrušilo zákaz této strany. V 60. letech 20. století se UPC vzbouřila, ale Ahidjovi se ji podařilo do 70. let 20. století s francouzskou vojenskou pomocí porazit. Ahidjo navrhl čtyři zákony, které vedly k centralizaci moci a vyhlášení nouzového stavu, aby tak mohlo být povstání poraženo.
V návaznosti na zisk nezávislosti Francouzi ovládané části Kamerunu, se Ahidjo zaměřil na jeho sjednocení s Brity kontrolovanou oblastí Kamerunu. Při projevu k OSN Ahidjo a jeho stoupenci upřednostňovali integraci a znovusjednocení země, zatímco radikálnější představitelé trvali na okamžitém sjednocení. OSN rozhodla o vyhlášení referenda o integraci a znovusjednocení. Severní oblasti Britského Kamerunu hlasovaly pro připojení k Nigérii, zatímco jižní oblasti byly pro připojení ke Kamerunu. Během celého procesu integrace spolupracoval Ahidjo s premiérem Britského Kamerunu Johnem Fonchou. V červenci 1961 se Ahidjo účastnil konference, na které byly vytvořeny plány a podmínky pro sjednocení, které byly později ratifikovány oběma Národními shromážděními. Během jednání se oba premiéři shodli, že se Kamerun nepřidá ani k francouzskému společenství ani ke Commonwealthu. Do léta 1961 se jim podařilo vyřešit všechny případné spory a dohodli se na konečném návrhu nové ústavy. Obě části Kamerunu byly oficiálně sloučeny 1. října 1961, čímž vznikla Kamerunská federativní republika. Ahidja se stal prezidentem federativní republiky a Focha jejím viceprezidentem.
Problematika územní správy byla předmětem neshod mezi Ahidjou a jeho viceprezidentem. V prosinci 1961 vydal prezident dekret, který federaci rozdělil do správních jednotek pod kontrolou Federálních správních inspektorů, kteří se zodpovídali přímo prezidentovi. Měli také přístup k policii a federálním službám. Jejich pravomoc vedla ke konfliktům mezi inspektory a kamerunskými premiéry.
Během prvních let režimu byl francouzský velvyslanec Jean-Pierre Bénard někdy považován za pravého „prezidenta” Kamerunu. Nezávislost Kamerunu byla do značné míry pouze teoretická, neboť každý z kamerunských ministrů měl francouzského poradce, který měl skutečnou moc. Vláda de Gaulla si upevnila vliv na Kamerun díky podepsání „dohod o spolupráci”, které se týkaly všech sektorů kamerunské suverenity. I v měnové politice si Kamerun zachoval CFA frank. Všechny strategické zdroje byly i nadále využívány Francií, v zemi se trvale nacházely francouzské jednotky a velkou část důstojnického sboru kamerunské armády tvořili francouzští důstojníci, včetně náčelníka štábu.

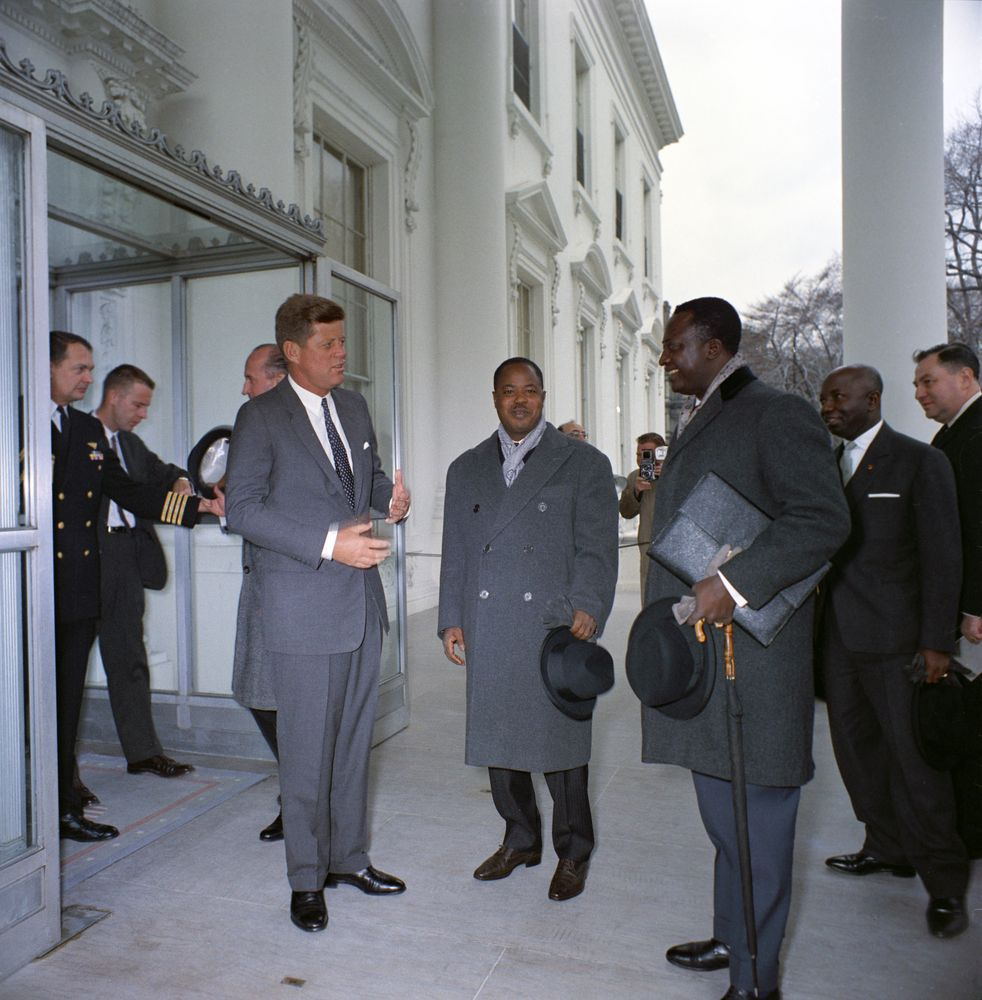
Ahmadou Ahidjo s prezidentem J. F. Kennedym během své návštěvy Bílého domu, 1962

Od roku 1961 začal Ahidjo prosazovat vládu jedné strany. Dne 12. března 1962 vydal Ahidjo dekret, který znemožňoval kritiku jeho režimu, dával vládě pravomoc uvěznit kohokoliv, kdo bude shledán vinným z činnosti proti vládním orgánům. V červenci 1962 se skupina opozičních vůdců, kteří spolu s Ahidjem sloužili ve vládě, André-Marie Mbida, Charles Okala, Marcel Bey Bey Eyidi a Theodore Mayi Martip, postavila proti politice jedné strany s tím, že by se jednalo o diktaturu. Tito vůdci byli zatčeni, souzeni a uvězněni na základě obvinění z rozvratu proti vládě. V důsledku těchto zatýkání se mnoho dalších členů opozice přidalo k Ahidjově straně. Dne 1. září 1966 Ahidjo uspěl a z Kamerunu se stal stát s vládou jedné strany. Pro možnost zvolení do Národního shromáždění bylo vyžadováno členství ve straně. Ahidjo jako předseda strany osobně schvaloval volební kandidátku.
I další nově přijímaná legislativní opatření utvrzovala režim, bylo umožněno svévolné prodlužování policejní vazby, publikace podléhaly cenzuře, byl omezen volný pohyb a vyhlašovány zákazy vycházení, byly zakázány i odbory. Každý, kdo byl obviněn z „ohrožení veřejné bezpečnosti” nemohl mít právní zastoupení a nemohl se odvolat proti rozsudku. Často docházelo k doživotním rozsudkům tvrdých prací i trestů smrti s veřejnými popravami.
Ahidjo svaloval vinu za nedostatečný rozvoj země, stejně jako přetrvávající rozpory mezi anglofonními a frankofonními částmi země na federální uspořádání v Kamerunu. Také tvrdil že je federální řízení pro chudý Kamrun příliš nákladné. Dne 6. května 1972 oznámil svůj úmysl zrušit federální uspořádání a vytvořit jednotný stát, pokud jeho úmysl podpoří voliči během referenda vyhlášeném na 20. května 1972. Prezidentským dekretem č. 72-720 ze dne 2. června 1972 pak vyhlásil vznik Kamerunské republiky a zrušení federace. Byla přijata nová ústava, která zrušila funkci viceprezidenta. Prezident byl nejen nejvyšší politickou mocí v zemi, ale také vrchním velitelem armády. V roce 1975 však Ahidjo vytvořil pozici předsedy vlády, kterou obsadil Paul Biya.
V roce 1977 začal Kamerun s těžbou ropy. S odůvodněním vytváření rezerv na horší časy byly výnosy z ropy naprosto neprůhledné a nebyly počítány do státního rozpočtu. Několik miliard dolarů tak bylo zpronevěřeno. I nadále v zemi přetrvával značný vliv Francouzů. Přestože mnoho změn v Kamerunu mělo diktátorskou povahu, Kamerun se stal jedním z nejstabilnějších států v Africe. Ahidjo byl považován za konzervativnějšího a méně charismatického než většina postkoloniálních afrických vůdců, ale jeho politika umožnila Kamerunu dosáhnout určité prosperity.

## Sklonek života
Ahidjo rezignoval na funkci prezidenta údajně ze zdravotních důvodů dne 4. listopadu 1982 a o dva dny později se prezidentské funkce ujal dosavadní předseda vlády Paul Biya. I Ústřední výbor CNU vyzval Ahidja k setrvání ve funkci, ale ten to odmítl. Během několika počátečních měsíců Ahidja s Biyaem spolupracoval. V roce 1982 došlo mezi oběma muži ke sporu. Dne 19. července 1983 Ahidjo odešel do exilu ve Francii a Biya začal s odstraňováním Ahidjových podporovatelů z vlivných pozic i s odstraňováním symbolů jeho moci a z veřejných míst byly odstraněny i jeho oficiální fotografie. Dne 22. srpna 1983 Biya oznámil, že bylo odhaleno spiknutí za nímž stál Ahidjo. 27. srpna Ahidjo rezignoval z funkce předsedy CNU. V únoru 1984 byl Ahidjo pobývající v exilu odsouzen v nepřítomnosti k trestu smrti za účast na pokusu o převrat z roku 1983. Biya mu tento trest změnil na doživotí. Ahidjo však svou účast ve spiknutí odmítal.
Po zbytek svého života pobýval Ahidjo ve Francii a v Senegalu. Zemřel v Dakaru 30. listopadu 1989 na infarkt myokardu. V Kamerunu byl oficiálně rehabilitován v prosinci 1991.